# نيشن (إماثيا)
نيشن (Νησίον) هي مدينة في إيماثيا في مقاطعة فوريا إلادا في اليونان.